# Simon Brodkin
Simon Brodkin (* 27. September 1977 in der London Borough of Camden, England) ist ein britischer Komiker.

## Karriere
Vor seiner Karriere als Komiker studierte Brodkin an der University of Manchester Medizin und wurde Arzt.

### Bühne
2006 trat Simon Brodkin mit seiner ersten Solo-Show (Everyone But Himself) auf dem Edinburgh Festival Fringe auf. Zudem tritt er in diversen Rollen auf, darunter als Lee Nelson, als dessen Person er mit dem Publikum interagiert und dabei Ignoranz sowie verschiedene Klischees verkörpert. Weitere Charaktere sind Jason Bent, ein unintelligenter Fußballspieler, sowie den inkompetenten Arzt Dr. Bob.
Nach Kritik an einem antisemitischen Witz bekannte sich Brodkin, dass er selbst Jude sei und seine Verwandten für diesen Witz gestorben seien.

### Fernsehen
2003 hatte Brodkin mehrere Kurzauftritte in der Serie From Baghdad To Balham, in der er einen kürzlich eingereisten irakischen Asylbewerber spielte. Im selben Jahr hatte er auch zwei Auftritte in der BBC-Sendung Absolutely Fabulous. Zwei Jahre später verkörperte er in drei Episoden der Channel-4-Sendung The Morning After Show erneut Lee Nelson.
Im Jahr 2007 trat er mehrfach in der Sketch-Show Al Murray's Multiple Personality Disorder auf. Im folgenden Jahr hatte er mehrere Auftritte in den BBC-3-Sendungen The Wall. Außerdem nahm Brodkin 2011 und 2013 Brodkin an der BBC-Sendung Let's Dance teil. 2013 trat er zudem in John Bishop's Christmas Show auf BBC One auf.

## Kontroversen
Im März 2013 rannte Brodkin in seiner Rolle als Jason Bent vor einem Premier-League-Spiel zwischen Manchester City und dem FC Everton auf das Spielfeld, um am Aufwärmprogramm der Spieler von Manchester City teilzunehmen. Im folgenden Jahr mischte er sich am Luton Airport unter die Spieler des englischen Kaders für die Fußball-Weltmeisterschaft 2014, wurde jedoch nach kurzer Zeit entfernt.
Beim Glastonbury Festival 2015 rannte er während eines Konzertes von Kanye West auf die Bühne und wurde erneut vom Sicherheitsdienst entfernt. Noch im selben Jahr, am 20. Juli 2015, trat er bei einer Pressekonferenz der FIFA vor Sepp Blatter und übergab ihm ein Bündel Geldscheine, unter der Angabe, diese seien für die Kandidatur Nordkoreas als Gastgeber der WM 2026. Während er vom Sicherheitsdienst herausgebracht wurde, warf er ein zweites Bündel Geldscheine auf Sepp Blatter.
Auf dem Genfer Autosalon machte er sich 2016, in Anspielung auf die Schummelsoftware-Affäre, mit einer symbolischen "Cheat-Box" über den Autohersteller Volkswagen lustig.
Während des Parteitages der Conservative Party am 4. Oktober 2017 betrat Brodkin die Bühne, auf der Premierministerin Theresa May eine Rede hielt. Brodkin überreichte May einen P45-Antrag und wurde kurz darauf vom Sicherheitspersonal unter "out"-Rufen aus der Halle begleitet.

## Werke
- 2012: Lee Nelson Live (DVD)